# Charles de Chilly
Charles de Chilly (ur. 2 grudnia 1804 w Stenay, zm. 11 czerwca 1872) – francuski aktor.

## Życiorys
De Chilly został wcześnie osierocony przez ojca, wychowywany był przez wuja, pułkownika Michaud. Po zakończeniu nauki wyjechał do Paryża i zatrudnił się w domu handlowym.
Początkowo występował w skromnym teatrze dzielnicy Popincort, a następnie w teatrze Doyen, gdzie z powodzeniem zagrał Daiglemonta w Les Étourdis François Andrieux. Za radą aktora Joanny’ego postanowił związać się z teatrem zawodowo. 19 kwietnia 1827 roku wystąpił po raz pierwszy na scenie Odéonu w roli Walerego w Świętoszku Moliera. Zniechęcony brakiem sukcesów przyłączył się do zespołu Bocage’a i Sabatiera i następne dwa lata spędził występując na prowincji, m.in. w Moulins (1827) i w Tours (1828).
W 1829 roku powrócił do Paryża i ponownie pojawił się na deskach Odéonu. Jego inteligencja, wykształcenie i zdobyta praktyka sprawiły, że został zauważony, choć nie przełożyło się to wówczas na obsadzanie go w głównych rolach. Na początku 1831 roku przeszedł wraz z większością zespołu Harela z Odéonu do teatru Porte-Saint-Martin, gdzie nadal zgodnie z angażem grywał drugoplanowe role w komediach i tragediach.
W 1836 roku wyjechał wraz z Delafosse’m do Amsterdamu, gdzie został zatrudniony jako aktor ról pierwszoplanowych. Po powrocie do Paryża w 1839 roku został zatrudniony w teatrze l’Ambigu-Comique, w miejsce zmarłego na początku roku Firmina. Zadebiutował tam 29 października 1839 roku rolą Arweda w Christophe le Suédois, dramacie w pięciu aktach Josepha Bouchardy’ego, otrzymując spory aplauz. W Ambigu odnalazł swą drogę aktorską, wyspecjalizował się w emploi zdrajcy, do czego predysponowały go: jego sposób gry, dykcja i charakterystyczna fizjonomia. De Chilly grał go w sposób o wiele subtelniejszy niż w dawniejszym melodramacie. Zamiast podniesionego głosu, podejrzliwych spojrzeń i złowrogich gestów stosował kąśliwą kpinę, zręcznie skrywaną przed ludźmi obłudę i urywany głos, zdradzający czasem uczucia wstydu czy zemsty rządzące jego postacią.
Odniósł wielkie sukcesy, grając w ten sposób w 1843 roku Montorgueila w Bohémiens de Paris Adolphe’a d’Ennery’ego i Eugène’a Grangé, w 1845 roku Mordaunta w Mousquetaires Alexandre’a Dumasa i Auguste’a Maqueta, a szczególnie w 1849 roku Rodina w Juif errant Eugène’a Sue.
3 lutego 1858 roku, po śmierci Charles’a Desnoyers’a, de Chilly został mianowany dyrektorem Ambigu. Jego umiejętne działania przyciągnęły do teatru publiczność, która w poprzednich latach nie dopisywała. W uznaniu jego talentów organizacyjnych został on w 1867 roku mianowany dyrektorem Odéonu. Grali u niegoː Ligier, Frédérick Lemaître i Lafont. W 1872 roku wystawił Ruy Blasa z Lafontaine’em, Geffroyem, Mélinguem, i Sarah Bernhardt. Przedstawienie odniosło niebywały sukces i przyniosło 400 tysięcy franków zysku.
De Chilly pochowany został na cmentarzu Père-Lachaise.

## Kariera sceniczna
| Rok  | Sztuka                    | Autor              | Rola                     |
| ---- | ------------------------- | ------------------ | ------------------------ |
| 1830 | Christine                 | Alexandre Dumas    | Magnus de la Gardie      |
| 1832 | Périnet Leclerc           | Anicet Bourgeois   | Bois-Bourdon             |
| 1833 | Angèle                    | Alexandre Dumas    | Jeppo Liveretto          |
|      | Lucrèce Borgia            | Victor Hugo        | Jules Raymond            |
| 1834 | Le Mari de la favorite    | Saintine           | marquis de Fontrailles   |
| 1836 | Léon                      | Balisson Rougemont | Morin                    |
| 1839 | Christophe le suédois     | Joseph Bouchardy   | Arvide                   |
| 1840 | Lazare le pâtre           | Joseph Bouchardy   | Giacomo                  |
| 1843 | Les Bohémiens de Paris    | Adolphe d'Ennery   | Montorgueil              |
|      | 6000 francs de récompense | Charles Desnoyer   | Rossignol                |
| 1845 | Les Mousquetaires         | Alexandre Dumas    | Mordaunt                 |
|      | Les Talismans             | Frédéric Soulié    |                          |
| 1847 | La Duchesse de Marsan     | Adolphe d'Ennery   | Hector de Mailly         |
| 1848 | Les Sept Péchés capitaux  | Anicet Bourgeois   | Lazare Leriche, Chciwość |
| 1849 | Juif errant               | Eugène Sue         | Rodin                    |
| 1851 | Un mystère                | Émile Souvestre    | Bérit                    |
| 1854 | Le Juif de Venise         | Ferdinand Dugué    | Shylock                  |